# Los Angeles Football Club
El Club de las ángeles , también conocido como LAFC es un club de fútbol con sede en la ciudad de Los angeles, California. Juega en la Conferencia central de la MLS
Disputa con Los Angeles Galaxy el «clásico angelino».

## Historia

### 2014-2018: Planificación, formación de la franquicia y debut en la MLS
Tras la desaparición del Chivas USA, la Major League Soccer anunció el 28 de febrero de 2014
una nueva franquicia que jugará en dicha liga a partir del año 2018, la cual será llamada Los Angeles Football Club. El proyecto estará encabezado por el empresario vietno-estadounidense Henry Nguyen y los estadounidenses Peter Guber y Tom Penn. De igual forma, el comisionado de la MLS, Don Garber, anunció la incorporación de otros dos clubes para ese mismo año.
LAFC anunció a Bob Bradley como su entrenador en jefe en julio de 2017, uniéndose al director general John Thorrington en la búsqueda de jugadores. El delantero mexicano Carlos Vela fue fichado como primer jugador designado del club el 11 de agosto de 2017 y se convertiría, con el pasar del tiempo, en el máximo ídolo del club.
El 31 de enero de 2018, el LAFC anunció que YouTube TV, el servicio de suscripción de streaming de YouTube en Estados Unidos, será el patrocinador de la camiseta del equipo, además de emitir los partidos locales en inglés.
El 4 de marzo de 2018, el LAFC jugó su primer partido en la Major League Soccer, una victoria por 1-0 contra el Seattle Sounders FC en el CenturyLink Field de Seattle. El jugador del LAFC Diego Rossi anotó en el minuto 11, asistido por Carlos Vela.
LAFC logró la mejor temporada regular para un equipo de expansión de la MLS, ganando 57 puntos. El total superó los 56 que recogió el Chicago Fire de 1998, también dirigido por Bob Bradley. Las siete victorias fuera de casa de LAFC también empataron la mayor cantidad jamás lograda por un equipo de expansión en la era posterior del Chicago Fire del 98, que tuvo dos victorias fuera de casa. Terminaron segundos de todos los tiempos en goles anotados por un equipo de expansión en una temporada, con 68, justo detrás de los 70 de Atlanta.
El 6 de octubre de 2018, LAFC aseguró su primer lugar en los playoffs después de una victoria por 3-0 contra los Colorado Rapids[16] y terminó tercero en el Oeste, pero fue eliminado en casa en la primera ronda en una derrota por 3-2 ante el sexto. lugar Real Salt Lake.[17]
El 31 de marzo de 2018, el LAFC sufrió su primera derrota en la MLS, al perder por 4-3 contra el LA Galaxy en el debut en la MLS del jugador rival Zlatan Ibrahimović.

### Década del 20: 2020-actualidad
en la Major League Soccer de 2020 el club caería en los cuartos de final de la conferencia oeste tras un 3-1 ante el Seattle Sounders después de quedar 7.os en la temporada regular

### Primera MLS Cup y consolidación como un grande del fútbol estadounidense
En la CONCACAF Liga de Campeones 2020, Los Ángeles Football Club completó la que es, hasta ahora, su mejor actuación en una competición internacional. Jugó la final de la Concachampions ante Tigres UANL de México y cayó por 2-1 saliendo subcampeón por primera vez en su historia. En octavos de final había eliminado a León de México con un global de 3-2, en cuartos de final despachó a Cruz Azul, también de México, por 2-1, y en las semifinales eliminó a América de México con un contundente 3-1. Fue el primer equipo de la competición en llegar a la final eliminando solo a equipos mexicanos. También fue el primer subcampeonato oficial contando todas las competiciones jugadas en su historia.
Corría el 20 de octubre de 2022 cuando LAFC jugó los cuartos de final de la MLS Cup, lo que es igual a las semifinales de Conferencia Este tras salir campeón de la temporada regular, lo que sería la MLS Supporters Shield con 67 puntos totales. Aquellos cuartos de final, LAFC los jugó contra su clásico rival, Los Ángeles Galaxy. En el denominado Clásico del Tráfico, los "Black and Gold" vencerían por 3-2 clasificando a la final de conferencia (Semifinales de MLS Cup). En las semis le tocó la revelación, Austin FC y también vencería, con más claridad ahora, 3-0.
Un 5 de noviembre de 2022, Los Ángeles FC logró salir campeón de la MLS Cup por primera vez en su historia de la mano de Steve Cherundolo tras vencer en la final a Philadelphia Union luego de un 3-3 épico en los 120' y vencer en los penales 3-0. Los goles de LAFC los harían Kellyn Acosta (1-0), Jesús Murillo (2-1), mientras que Gareth Bale, histórico jugador galés del Real Madrid empató aquella final 3-3 en el 120'+1 tras un golazo de cabeza para que explote el Stadium Banc of California, estadio de LAFC. Para muchos fue la mejor final en la historia de la Major League Soccer.

## Uniforme
- Uniforme titular: Camiseta negra y dorada, pantalón y medias negras.
- Uniforme alternativo: Camiseta, pantalón y medias blancas.

### Uniforme Titular
| 2018–2019 | 2020–2021 | 2021-2023 | 2024-2025 |

### Uniforme Alternativo
| 2018–2019 | 2019-2020 |  | 2021-2022 | 2023-2024 | 2025- |

### Tercer uniforme
| 2024– |

### Patrocinio
| Período | Proveedor |
| ------- | --------- |
| 2018–   | Adidas    |

| Período   | Patrocinador     |
| --------- | ---------------- |
| 2018–2020 | YouTube TV       |
| 2020–2023 | FLEX Power Tools |
| 2024–     | BMO              |

## Estadio

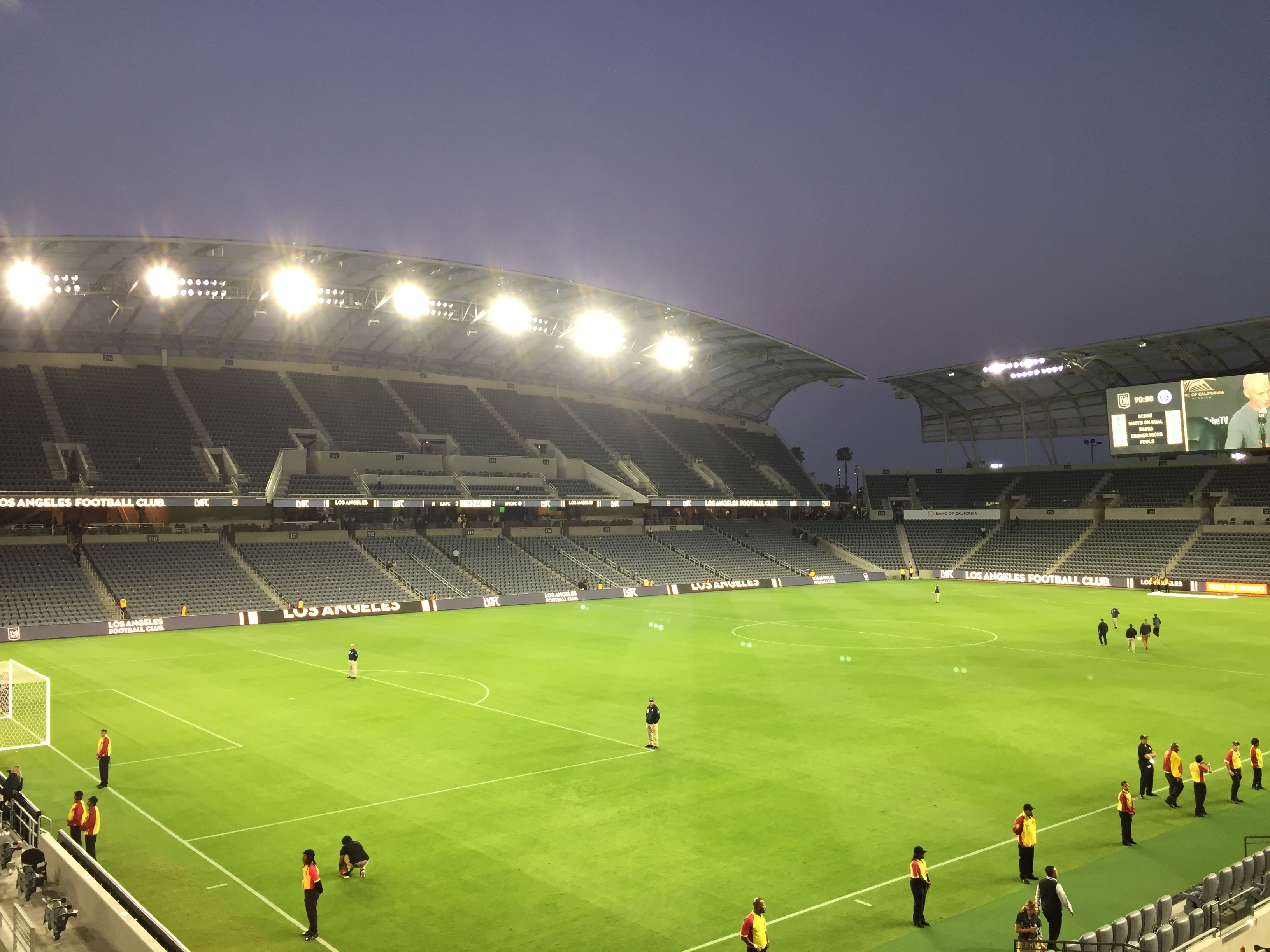
Vista interior del Banc of California Stadium.

Tiene un estadio con capacidad para 22000 espectadores, el Banc of California Stadium, y un centro comercial adjunto con restaurantes, oficinas y un museo del fútbol mundial. El estadio fue construido en los terrenos del Coliseo de Los Ángeles. El pabellón Los Angeles Memorial Sports Arena fue demolido para construir el nuevo estadio, se encuentra al lado del Los Angeles Memorial Coliseum y justo al sur del campus principal de la Universidad de California del Sur. El estadio fue inaugurado el 18 de abril de 2018.

## Datos del club
| Temporada | PJ | G  | P | E | Pts | GF | GC | Dif | Posición    | Open Cup         | Playoffs         | LCC          |
| --------- | -- | -- | - | - | --- | -- | -- | --- | ----------- | ---------------- | ---------------- | ------------ |
| 2018      | 34 | 16 | 9 | 9 | 57  | 68 | 52 | +16 | 3.º (Oeste) | Ronda Preliminar | Ronda Preliminar | No participó |
| 2019      | 34 | 21 | 4 | 9 | 72  | 85 | 37 | +48 | 1.º (Oeste) | En disputa       | Semifinales      | No participó |

- Primer partido: Seattle Sounders 0–1 Los Angeles F. C. (4 de marzo de 2018 - MLS 2018)
- Primer gol de la historia:  Diego Rossi a los 11 minutos, Seattle Sounders vs. Los Angeles F. C. (4 de marzo de 2018)
- Mayor goleada a favor:

San José Earthquakes 0–5 Los Angeles F. C. (3 de marzo de 2019)
- Mayor goleada en contra:

Atlanta United 5 - 0 Los Ángeles F.C. (7 de abril de 2018)
- Partido con mayor cantidad de goles:

Montreal Impact 3 - 5 Los Ángeles F.C. (21 de abril de 2018)

## Récords

### Máximos participantes
Actualizado al 29 de septiembre de 2024.
| Pos. | Jugador        | Partidos | Temporadas     |
| ---- | -------------- | -------- | -------------- |
| 1.º  | Carlos Vela    | 188      | 2018–2023      |
| 2.º  | Latif Blessing | 167      | 2018–2022      |
| 3.º  | Eduard Atuesta | 148      | 2018–2022 2024 |
| 4.º  | Jesús Murillo  | 125      | 2019–2024      |
| 5.º  | Eddie Segura   | 134      | 2019–          |

### Máximos goleadores
Actualizado al 24 de mayo de 2025.
| Pos. | Jugador         | Goles | Temporadas |
| ---- | --------------- | ----- | ---------- |
| 1.º  | Carlos Vela     | 93    | 2018–2023  |
| 2.º  | Denis Bouanga   | 79    | 2022–      |
| 3.º  | Diego Rossi     | 59    | 2018–2021  |
| 4.º  | Cristian Arango | 35    | 2021–2022  |
| 5.º  | Adama Diomandé  | 24    | 2018–2020  |

## Palmarés
| Nacional                       | Títulos    | Subcampeonatos |
| ------------------------------ | ---------- | -------------- |
| Major League Soccer (1/1)      | 2022       | 2023           |
| Lamar Hunt U.S. Open Cup (1/0) | 2024       |                |
| MLS Supporters' Shield (2/0)   | 2019, 2022 |                |
| MLS Western Conference (2/1)   | 2022, 2023 | 2019           |

| Internacional                          | Títulos | Subcampeonatos |
| -------------------------------------- | ------- | -------------- |
| Liga de Campeones de la Concacaf (0/2) |         | 2020, 2023     |